# Альба, Каэтана Фитц-Джеймс Стюарт
Мария дель Росарио Каэтана Альфонса Виктория Евгения Франциска Фитц-Джеймс-Стюарт-и-Сильва (исп. María del Rosario Cayetana Fitz-James Stuart y Silva; 28 марта 1926, Мадрид — 20 ноября 2014, Севилья) — испанская аристократка и «светская львица», крупная землевладелица, 18-я герцогиня Альба.

## Титулатура
Герцогские титулы
- 18-я Герцогиня Альба, Грандесса Испании
- 15-я Герцогиня Альяга, Грандесса Испании
- 4-я Герцогиня Архона[исп.], Грандесса Испании
- 11-я Герцогиня Бервик, Грандесса Испании
- 17-я Герцогиня Ихар, Грандесса Испании
- 11-я Герцогиня Лирия-и-Херика, Грандесса Испании
- 11-я Герцогиня Монторо, Грандесса Испании
- 12-я Графиня-Герцогиня Оливарес, Грандесса Испании

Титулы маркизы
- 17-я Маркиза дель Карпио, Грандесса Испании
- 10-я Маркиза Сан-Винсент-дель-Барко, Грандесса Испании
- 16-я Маркиза Ла-Альгаба
- 18-я Маркиза Баркаротта
- 10-я Маркиза Кастаньеда
- 23-я Маркиза Кория
- 14-я Маркиза Эличе
- 16-я Маркиза Миральо
- 20-я Маркиза Ла-Мота
- 17-я Маркиза Орани[исп.]
- 12-я Маркиза Осера
- 14-я Маркиза Сан-Леонардо
- 19-я Маркиза Саррия
- 12-я Маркиза Тарасона
- 15-я Маркиза Вальдунквильо
- 18-я Маркиза Виллануэво-дель-Френсо
- 17-я Маркиза Виллануэво-дель-Рио

Графские титулы
- 27-я Графиня Аранда, Грандесса Испании
- 22-я Графиня Лемос, Грандесса Испании
- 20-я Графиня Лерин, Грандесса Испании, Конетаблесса Наварры
- 20-я Графиня Миранда-дель-Кастаньяр, Грандесса Испании
- 16-я Графиня Монтеррей, Грандесса Испании
- 20-я Графиня Осорно, Грандесса Испании
- 18-я Графиня Пальма-дель-Рио, Грандесса Испании
- 13-я Графиня Сальватьерра, Грандесса Испании
- 22-я Графиня Сируэла, Грандесса Испании
- 19-я Графиня Андраде
- 14-я Графиня Айяла
- 16-я Графиня Касарубиос-дель-Монте
- 16-я Графиня Фуэнтес-де-Вальдеперо
- 11-я Графиня Фуэнтидуэньа
- 17-я Графиня Гальве
- 18-я Графиня Хельвес
- 16-я Графиня Гимера
- 21-я Графиня Модика (Королевство Сицилии)
- 24-я Графиня Рибадео
- 12-я Графиня Санта-Крус-де-ла-Сьерра
- 20-я Графиня Вильяльба
- 12-я Виконтесса ла Кальсада

## Биография
Родилась в родовом дворце Лирия в Мадриде. Была первой и единственной дочерью Хакобо Фитц-Джеймса Стюарта и Фалько (1878—1953), 17-го герцога Альба и Марии дель Росарио де Сильва и Гуртубай (1900—1934), 15-й герцогини Алиага и 10-й маркизы Сан Висенте дель Барко. Отец ожидал известия о родах в компании доктора Григорио Мараньона, философа Хосе Ортега-и-Гассет и писателя Хосе Рамона Перес де Айяла. Известие о девочке обрадовало отца, хотя мать очень хотела сына. После рождения сразу же было отправлено коммюнике в прессу и королевский дворец.
Крестины прошли 17 апреля в Королевском дворце, крёстной матерью выступала королева Виктория Евгения, а крёстным отцом — король Альфонсо XIII.
В 1934 году мать Каэтаны в возрасте 33 лет умерла от туберкулеза лёгких. Детское прозвище Альбы — «Танука», ее воспитывали гувернантка и бабушка по материнской линии, отец также проводил много времени со своей дочерью. Она часто посещала дворец своих крестных.

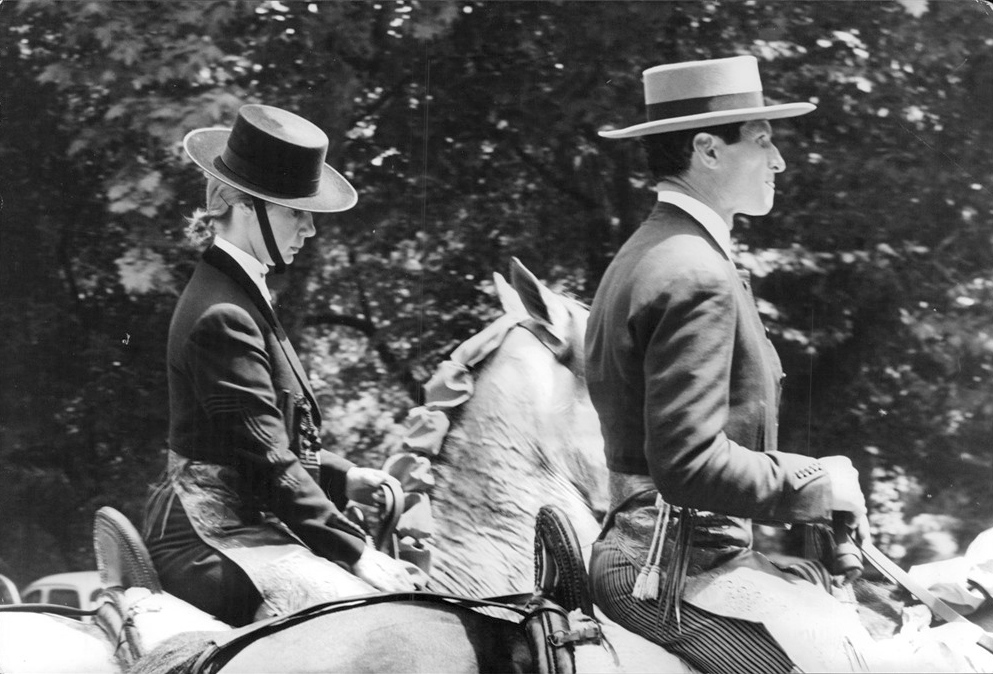
Графиня (слева) на конной прогулке с тореадором Перальта, Анхель Пинеда в 1961 году

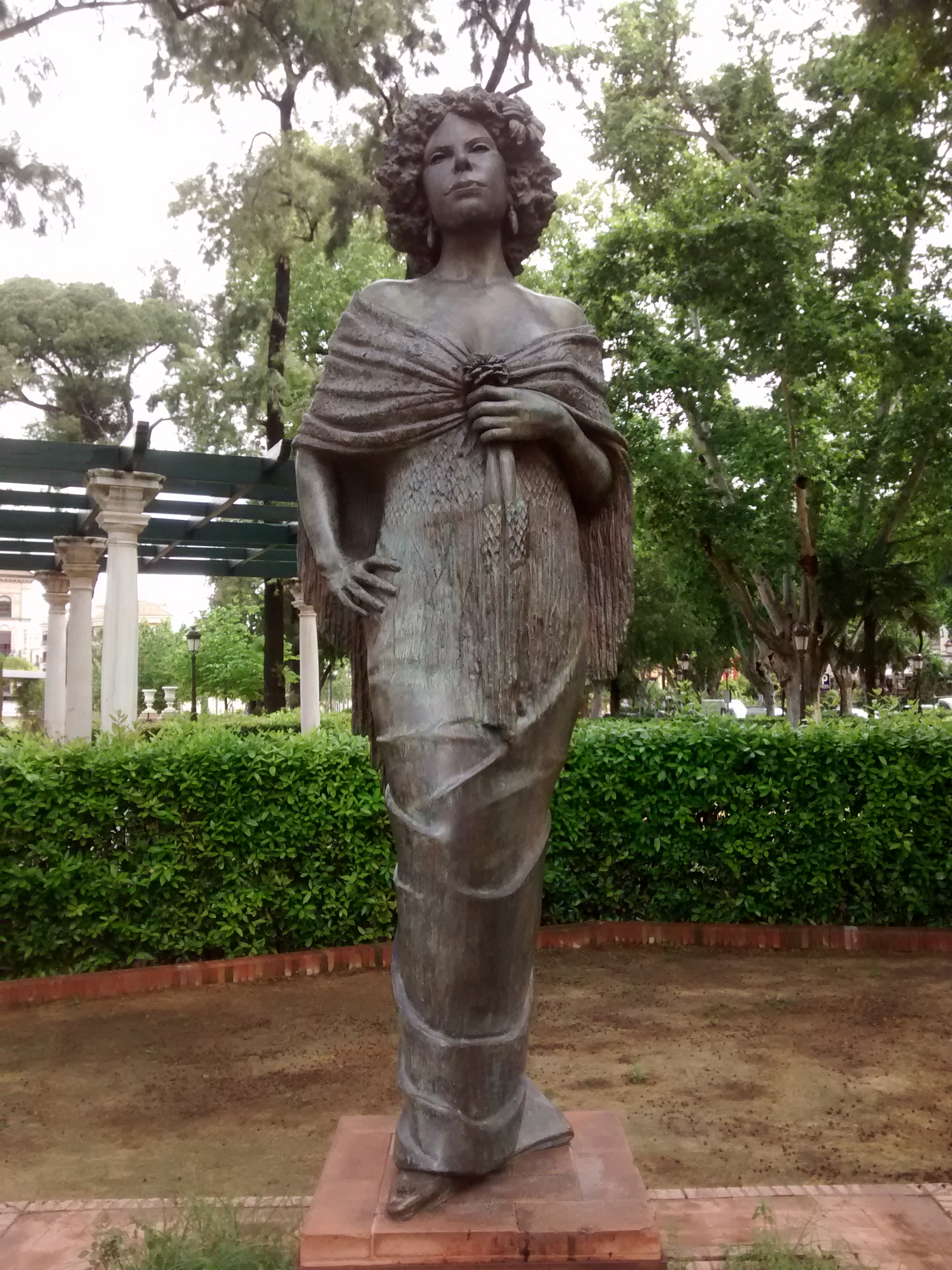
Статуя в Севилье

В 1947 году богатая наследница вышла замуж за аристократа Луис Мартинес де Ирухо, от которого родила шесть детей: пять мальчиков и девочку. Их свадьбу местные СМИ окрестили самой дорогой в мире. Муж умер в 1972 году, после этого она в 1978 году вышла замуж за Хесуса Агирре, директора департамента музыки Министерства культуры, бывшего иезуитского священника, который был на 9 лет младше Каэтаны.
В 2011 году в третий раз вышла замуж за государственного служащего Альфонсо Диеса, предварительно передав своё состояние (которое оценивается до 3,5 миллиарда евро) детям. В конце жизни выпустила две книги воспоминаний («Я, Каэтана» в 2011 г. и «Чему научила меня жизнь» в 2013 г.), которые были переведены на иностранные языки. Скончалась 20 ноября 2014 года в Севилье.
Альба обладала самым большим числом титулов в мире (7 титулов герцогини, 23 маркизы и 19 графини).

## Дети и наследники
От первого брака герцогини Альба с Луисом Мартинесом де Ирухо и Артазкор, герцогом Сотомайор, родилось шесть детей:
- Карлос Фитц-Джеймс Стюарт и Мартинес де Ирухо (род. 2 октября 1948, Мадрид) — 14-й герцог Уэскар (с 23 апреля 1954) и нынешний герцог Альба. Окончил Мадридский университет Комплутенсе и получил степень в области права, сейчас работает в качестве президента нескольких учреждений культуры, Покровитель Фонда дома Альба, является Кавалером Большого креста юстиции Священного военного Константина ордена Святого Георгия. 13 июня 1988 года в возрасте 40 лет женился на Матильде де Солис-Бомон и Мартинес-Кампос (род. 13 июня 1963), дочери Фернанда де Солис-Бомон, 10-го маркиза де Мотилья и его жены Изабель Мартинес-Кампос, дочери герцога и герцогини Сео-де-Уржель. В 2004 году супруги развелись и Матильда вступила в новый брак и родила в нём ребёнка. В семье родилось двое сыновей:
  - Фернандо Луис Каэтано Иисус Фитц-Джеймс Стюарт и Солис, будущий герцог Альба (род. 14 сентября 1990, Мадрид) — получил в наследство дворец Дуэньяс, окончил Лондонский университет и получил звание бакалавра права. Сейчас в Мадриде изучает в колледже международных исследований управленческий маркетинг; 6 октября 2018 года женился на Софии Паласуэло Баррозу, один ребенок
    - Розария (род. 2020), будущая герцогиня Альба.

  - Карлос Артуро Хосе Мария Фитц-Джеймс Стюарт и Солис[исп.] (род. 29 ноября 1991, Мадрид).
- Альфонсо Фитц-Джеймс Стюарт и Мартинес де Ирухо (род. 22 октября 1950, Мадрид) — второй сын герцогини, 16-й герцог Алиага, гранд Испании, носит ещё 7 титулов. Окончил экономический факультет Мадридского университета и вместе со своими братьями Карлосом и Каэтано работает в семейном бизнесе семьи Альба. От матери получил замок XIV века Тecho Castillo, расположенный в Кальсада-де-Дон Диего. 4 июля 1977 года вступил в брак с принцессой Марией Гогенлоэ-Лангенбургской и Куарда (род. 8 апреля 1957) из немецкой княжеской династии Гогенлоэ. Развелись в 1987 году. В браке родилось двое детей:
  - Луис Мартинес де Ирухо и Гогенлоэ (29 мая 1978) — по профессии экономист, финансовый аналитик, с 1 октября 2016 года женат на Андриане Марин:
    - Менсиа (р. 2018)

  - Хавьер Мартинес де Ирухо и Гогенлоэ (9 января 1981) — женат с 20 сентября 2008 на Инес Домек и Фернандес-Говантес (род. 1983). Они являются родителями двух детей:
    - Соль Мартинес де Ирухо и Домек (р. 2011)
    - Альфонсо Мартинес де Ирухо и Домек (р. 2013);
- Хакобо Фитц-Джеймс Стюарт и Мартинес де Ирухо (род. 15 июля 1954, Мадрид) — третий сын, 14-й граф Сируэла, гранд Испании. По профессии является писателем и графическим дизайнером. Изучал философию в Автономном университете Мадрида, опубликовал несколько книг об истории, лауреат многочисленных писательских наград. 1 ноября 1980 года женился на Марии Евгении Фернандес де Кастро и Фернандес-Шоу (род. 15 октября 1954), дочери Фернандо Фернандес де Кастро и Санчес Куэто, социолог, юрист и известный писатель Испании. Развелись в октябре 1998 года. Мария Евгения поддерживала очень хорошие отношения с бывшей свекровью до самой смерти последней. Родилось двое детей:
  - Джеймс Фицджеймс Стюарт и Фернандес де Кастро (род. 23 марта 1981) — женат на Аселе Перес Пилар, увлекается живописью и литературой:
    - Асель (род. 2012)
    - Джакобо (род. 2015)

  - Брианда Евгения Фицджеймс Стюарт и Фернандес де Кастро (род. 11 апреля 1984) — занимается музыкой.

13 марта Хакобо вступил во второй брак с Икой Мартиной Киемен (род. 6 января 1964) в Риме.
- Фернандо Хосе Фитц-Джеймс Стюарт и Мартинес де Ирухо (род. 11 июля 1959, Мадрид) — 4 сын герцогини, XII маркиз Сан-Висенте-дель-Барко, изучал право в частном университете Мадрида, отвечает за управление фондом наследия дома Альба, никогда не был женат, детей не имеет;
- Луис Каэтано Мартинес де Ирухо и Фитц-Джеймс Стюарт (род. 4 апреля 1963, Мадрид) — 5 сын герцогини, 4-й герцог Архона и 14-й Граф де Салватиэрра, испанский наездник, участник Олимпийских игр 1992 года в Барселоне. Получил степень бакалавра в Лондонском университете, в настоящее время президент спортсменов конной ассоциации. Осенью 2000 года встретил свою будущую супругу мексиканку по происхождению Женевьеву Казанову. 15 октября 2005 года пара обвенчалась, но уже через 2 года развелась. У пары родилась двойня в 2001 году:
  - Амина Мартинес де Ирухо и Казановa (род. 30 июля 2001);
  - Луис Мартинес де Ирухо и Казановa (род. 30 июля 2001);
- Евгения Мартинес де Ирухо и Фитц-Джеймс Стюарт[англ.] (род. 26 ноября 1968, Мадрид) — единственная дочь герцогини, 12-я Герцогиня Монторо, грандесса Испании. Училась в Британском институте. 23 октября 1998 года вышла замуж за тореадора Франциско Ривера Ордоньес, в церемонии было около 1400 гостей, в том числе герцоги Луго. От этого брака родился единственный ребёнок. В 2002 году пара развелась. 14 сентября 2013 года Ривера заключил гражданский брак с Лурдес Беатрис Монтес Парехо[6].
  - Каетана Ривера и Мартинес де Ирухо (род. 6 октября 1999).